# Convent de la Mare de Déu de l'Olivar
El Convent de la Mare de Déu de l'Olivar fou un convent situat a la plaça d'Espanya, 51, al municipi d'Alaquàs. És Bé de Rellevància Local amb identificador nombre 46.14.005-007.

## Història
A inicis del segle XIV es va aixecar una modesta capella prop del lloc on s'hauria trobat la imatge de la Mare de Déu de l'Olivar. La devoció local va portar a la cessió d'una parcel·la de terreny als Dominics, els quals van construir un convent i van establir-hi una comunitat. En ocasió d'una inspecció pel visitador al convent, i a causa del gran descuit i indiferència en el compliment de la regla, va haver-hi un conflicte entre diversos religiosos i el visitador, litigi que va resultar en la mort d'aquest. En vista d'aquests fets es va manar tancar el convent. Tots els seus religiosos van ser bandejats.
El convent de Dominics va romandre molts anys tancat, però en l'any 1534, la infanta donya Isabel va voler que aquell convent es poblés amb religiosos Mínims i va treure les llicències necessàries. A més va manar rehabilitar l'edifici i va fer venir del convent de Sant Sebastià de València a alguns pares per iniciar una comunitat. Al principi d'establir-se la comunitat era molt pobra, perquè es mantenia de la caritat pública i de la caritat del senyor local, En Jaume d'Aguilar, qui va proporcionar algunes quantitats de blat. A més va donar una quantitat respectable en el seu testament de 13 d'agost de 1585. Amb aquestes quantitats s'afrontarien grans obres.
El 5 d'abril de 1537 Jaume García d'Aguilar, Senyor d'Alaquàs, i Gaspar de Foix, General dels Mínims, van signar la Concòrdia de Fundació del Convent. En Jaume seria considerat fundador i patró del convent, comprometent-se a lliurar als mínims una església situada al costat d'Alaquàs on es venerava a la Mare de Déu de l'Olivar. A més es comprometia a construir un convent al costat de l'església. Aquest havia de tenir un claustre, dotze cel·les, refectori, cuina, sala capitular, infermeria i un hort contigu amb una extensió d'una cafissada (uns 3800 metres quadrats). Les obligacions del Senyor d'Alaquàs per al convent incloïen el lliurament anual de dos-cents cànters de vi, vuit cafissos de blat, dotze arroves d'arròs i trenta d'oli, compromís adquirit a perpetuïtat.
A causa de la Llei d'Exclaustració del 1835, van abandonar el convent els religiosos mínims i l'edifici va romandre abandonat fins a l'any 1878.
En l'any 1878 es va instal·lar una comunitat de monges oblates que recollia dones marginades per emprendre la seva rehabilitació. Va sorgir un conflicte entre els veïns d'Alaquàs i la comunitat religiosa sobre la titularitat del convent.
L'ajuntament d'Alaquàs va adquirir la propietat de l'edifici el 21 de desembre de 1992.